# 6. Wahlkreis der Franzosen im Ausland
Der 6. Wahlkreis der Franzosen im Ausland (französisch sixième circonscription des Français établis hors de France) ist ein exterritorialer Wahlkreis für französische Staatsbürger, die in der Schweiz und Liechtenstein wohnen, zur Wahl der französischen Nationalversammlung. Er ist einer der elf Wahlkreise, die 2010 neu im Ausland gebildet wurden, und zählt 155.743 Franzosen laut konsularischer Anmeldelisten.

## Aufstellung des Wahlkreises
Der Sechste Wahlkreis der Franzosen im Ausland umfasst folgende Länder:
- Liechtenstein
- Schweiz (155.743 angemeldete Franzosen)[2]

## Abgeordnete
| Wahl | Abgeordneter | Abgeordneter       | Partei                                                    |
| ---- | ------------ | ------------------ | --------------------------------------------------------- |
| 2012 |              | Claudine Schmid    | Union pour un mouvement populaire                         |
| 2017 |              | Joachim Son-Forget | La République en marche (bis 2018) Reconquête (seit 2021) |
| 2022 |              | Marc Ferracci      | La République en marche                                   |
| 2024 |              | Marc Ferracci      | La République en marche                                   |

## Wahlergebnisse

### Parlamentswahl 2012
| Kandidaten               | Kandidaten                  | Parteien                                | 1. Wahlgang | 1. Wahlgang | 2. Wahlgang | 2. Wahlgang |
| Kandidaten               | Kandidaten                  | Parteien                                | Stimmen     | %           | Stimmen     | %           |
| ------------------------ | --------------------------- | --------------------------------------- | ----------- | ----------- | ----------- | ----------- |
|                          | Claudine Schmidgewählt      | UMP – Union pour un mouvement populaire | 7.925       | 34,2        | 13.525      | 57,5        |
|                          | Nicole Castioni             | SOC – Parti socialiste                  | 6.276       | 27,1        | 9.982       | 42,5        |
|                          | Ximena Kaiser Morris        | VEC – Europe Écologie-Les Verts         | 1.280       | 5,5         |             |             |
|                          | Christiane Floquet          | FN – Front national                     | 1.223       | 5,3         |             |             |
|                          | Micheline Spoerri           | DVD –                                   | 1.151       | 5,0         |             |             |
|                          | Didier Salavert             | DVD – Alternative libérale              | 1.106       | 4,8         |             |             |
|                          | Magali Orsini               | FG –                                    | 900         | 3,9         |             |             |
|                          | Marie-Françoise De Tassigny | PRV – Parti radical valoisien           | 867         | 3,7         |             |             |
|                          | Bernard Garcia              | CEN – Mouvement démocrate               | 625         | 2,7         |             |             |
|                          | Serge-Cyril Vinet           | DVD –                                   | 518         | 2,2         |             |             |
|                          | Joseph Kuszli               | DVG –                                   | 248         | 1,1         |             |             |
|                          | Romain Devouassoux          | AUT –                                   | 245         | 1,1         |             |             |
|                          | Gérard Andrieux             | DVD –                                   | 223         | 1,0         |             |             |
|                          | Nicolas Miguet              | AUT –                                   | 214         | 0,9         |             |             |
|                          | Leila Barki                 | RDG –                                   | 113         | 0,5         |             |             |
|                          | Christian Robert            | AUT –                                   | 85          | 0,4         |             |             |
|                          | Odile Mojon                 | DIV – Solidarité et Progrès             | 75          | 0,3         |             |             |
|                          | Pierre-Jean Duvivier        | AUT –                                   | 71          | 0,3         |             |             |
|                          | Didier Tailliez             | AUT –                                   | 19          | 0,1         |             |             |
|                          | Guy Broustine               | AUT –                                   | 5           | 0,0         |             |             |
|                          | Sébastien Jacques           | AUT –                                   | 1           | 0,0         |             |             |
| Gesamt                   | Gesamt                      | Gesamt                                  | 23.170      | 100         | 23.507      | 100         |
|                          |                             |                                         |             |             |             |             |
| Ungültige Stimmen        | Ungültige Stimmen           | Ungültige Stimmen                       | 220         | 0,9         | 365         | 1,5         |
| Wähler                   | Wähler                      | Wähler                                  | 23.390      | 21,9        | 23.872      | 22,4        |
| Wahlberechtigte          | Wahlberechtigte             | Wahlberechtigte                         | 106.695     |             | 106.689     |             |
|                          |                             |                                         |             |             |             |             |
| Quelle: Innenministerium |                             |                                         |             |             |             |             |

### Parlamentswahl 2017
| Kandidaten               | Kandidaten                | Parteien                           | 1. Wahlgang | 1. Wahlgang | 2. Wahlgang | 2. Wahlgang |
| Kandidaten               | Kandidaten                | Parteien                           | Stimmen     | %           | Stimmen     | %           |
| ------------------------ | ------------------------- | ---------------------------------- | ----------- | ----------- | ----------- | ----------- |
|                          | Joachim Son-Forgetgewählt | REM – La République en marche      | 16.273      | 63,6        | 17.460      | 74,9        |
|                          | Claudine Schmid           | LR – Les Républicains              | 4.036       | 15,8        | 5.838       | 25,1        |
|                          | Jean Rossiaud             | ECO – Europe Écologie Les Verts    | 2.037       | 8,0         |             |             |
|                          | Emmanuelle Boudet         | FI – La France insoumise           | 1.404       | 5,5         |             |             |
|                          | Jean-Claude Marchand      | FN – Front national                | 741         | 2,9         |             |             |
|                          | Geneviève Marion          | DVD – Parti chrétien-démocrate     | 383         | 1,5         |             |             |
|                          | Vincent Souchaud          | DIV – Union populaire républicaine | 224         | 0,9         |             |             |
|                          | Joseph Kuszli             | DVG –                              | 131         | 0,5         |             |             |
|                          | Martine Lerond            | EXD –                              | 111         | 0,4         |             |             |
|                          | Tie Watanabe              | DIV – Parti Pirate                 | 70          | 0,3         |             |             |
|                          | Fabienne Lefebvre         | COM – Parti communiste français    | 68          | 0,3         |             |             |
|                          | Pierre Augustin           | DIV –                              | 56          | 0,2         |             |             |
|                          | Ernesto Priarollo         | DVD –                              | 51          | 0,2         |             |             |
|                          | Odile Leperre-Verrier     | RDG – Parti radical de gauche      | 20          | 0,1         |             |             |
| Gesamt                   | Gesamt                    | Gesamt                             | 25.605      | 100         | 23.298      | 100         |
|                          |                           |                                    |             |             |             |             |
| Leere Stimmzettel        | Leere Stimmzettel         | Leere Stimmzettel                  | 47          | 0,2         | 521         | 2,2         |
| Ungültige Stimmzettel    | Ungültige Stimmzettel     | Ungültige Stimmzettel              | 92          | 0,4         | 126         | 0,5         |
| Wähler                   | Wähler                    | Wähler                             | 25.744      | 20,2        | 23.945      | 18,8        |
| Wahlberechtigte          | Wahlberechtigte           | Wahlberechtigte                    | 127.486     |             | 127.470     |             |
|                          |                           |                                    |             |             |             |             |
| Quelle: Innenministerium |                           |                                    |             |             |             |             |

### Parlamentswahl 2022
| Kandidaten               | Kandidaten             | Parteien                                                                   | 1. Wahlgang | 1. Wahlgang | 2. Wahlgang | 2. Wahlgang |
| Kandidaten               | Kandidaten             | Parteien                                                                   | Stimmen     | %           | Stimmen     | %           |
| ------------------------ | ---------------------- | -------------------------------------------------------------------------- | ----------- | ----------- | ----------- | ----------- |
|                          | Marc Ferraccigewählt   | ENS – Ensemble ! (La République en marche)                                 | 12.233      | 36,5        | 23.441      | 65,0        |
|                          | Magali Mangin          | NUP – Nouvelle union populaire écologique et sociale (La France insoumise) | 6.798       | 20,3        | 12.638      | 35,0        |
|                          | Roxane Corbran         | DVC –Union des démocrates et des écologistes                               | 2.988       | 8,9         |             |             |
|                          | Régine Mazloum-Martin  | LR – Les Républicains                                                      | 2.866       | 8,5         |             |             |
|                          | Philippe Tissot        | REC – Reconquête                                                           | 2.210       | 6,6         |             |             |
|                          | Guillaume Grosso       | DVG – Parti radical de gauche                                              | 2.017       | 6,0         |             |             |
|                          | Joachim Son-Forget     | DVD – Unabh.                                                               | 1.503       | 4,5         |             |             |
|                          | Chantal Rusail         | RN – Rassemblement National                                                | 1.297       | 3,9         |             |             |
|                          | Jérôme Dumarty         | DIV – Parti animaliste                                                     | 427         | 1,3         |             |             |
|                          | Ernest Priarollo       | DVD –                                                                      | 357         | 1,1         |             |             |
|                          | Michèle Sellès Lefranc | DVG –                                                                      | 336         | 1,0         |             |             |
|                          | Arnaud Dorthe          | REG –                                                                      | 261         | 0,8         |             |             |
|                          | Danielle Mengue        | DVD –                                                                      | 155         | 0,5         |             |             |
|                          | Jean-Philippe Clavel   | DIV –                                                                      | 66          | 0,2         |             |             |
|                          | Olivier Bernard        | DIV –                                                                      | 13          | 0,0         |             |             |
| Gesamt                   | Gesamt                 | Gesamt                                                                     | 33.527      | 100         | 36.079      | 100         |
|                          |                        |                                                                            |             |             |             |             |
| Leere Stimmzettel        | Leere Stimmzettel      | Leere Stimmzettel                                                          | 337         | 1,0         | 1.973       | 5,2         |
| Ungültige Stimmzettel    | Ungültige Stimmzettel  | Ungültige Stimmzettel                                                      | 39          | 0,1         | 84          | 0,2         |
| Wähler                   | Wähler                 | Wähler                                                                     | 33.903      | 22,6        | 38.136      | 25,4        |
| Wahlberechtigte          | Wahlberechtigte        | Wahlberechtigte                                                            | 149.821     |             | 150.077     |             |
|                          |                        |                                                                            |             |             |             |             |
| Quelle: Innenministerium |                        |                                                                            |             |             |             |             |

### Parlamentswahl 2024
| Kandidaten               | Kandidaten             | Parteien                                        | 1. Wahlgang | 1. Wahlgang | 2. Wahlgang | 2. Wahlgang |
| Kandidaten               | Kandidaten             | Parteien                                        | Stimmen     | %           | Stimmen     | %           |
| ------------------------ | ---------------------- | ----------------------------------------------- | ----------- | ----------- | ----------- | ----------- |
|                          | Marc Ferraccigewählt   | ENS – Ensemble pour la République (Renaissance) | 25.590      | 40,5        | 34.771      | 59,5        |
|                          | Halima Delimi          | UG – Nouveau Front populaire (Parti socialiste) | 19.446      | 30,8        | 23.687      | 40,5        |
|                          | Déborah Merceron       | RN – Rassemblement National                     | 9.158       | 14,5        |             |             |
|                          | Olivier Corticchiato   | LR – Les Républicains                           | 4.172       | 6,6         |             |             |
|                          | Jacques de Causans     | DVC –                                           | 1.888       | 3,0         |             |             |
|                          | Philippe Tissot        | REC – Reconquête                                | 949         | 1,5         |             |             |
|                          | Marie-Julie Jacquemot  | DVG – Volt                                      | 651         | 1,0         |             |             |
|                          | Arnaud Dorthe          | DIV – Espoir RIC                                | 627         | 1,0         |             |             |
|                          | Céline Von Auw         | ECO –                                           | 419         | 0,7         |             |             |
|                          | Michèle Selles Lefranc | RDG –                                           | 222         | 0,4         |             |             |
| Gesamt                   | Gesamt                 | Gesamt                                          | 63.122      | 100         | 58.458      | 100         |
|                          |                        |                                                 |             |             |             |             |
| Leere Stimmzettel        | Leere Stimmzettel      | Leere Stimmzettel                               | 588         | 0,9         | 4.740       | 7,5         |
| Ungültige Stimmzettel    | Ungültige Stimmzettel  | Ungültige Stimmzettel                           | 88          | 0,1         | 99          | 0,2         |
| Wähler                   | Wähler                 | Wähler                                          | 63.798      | 39,9        | 63.297      | 39,6        |
| Wahlberechtigte          | Wahlberechtigte        | Wahlberechtigte                                 | 159.746     |             | 159.733     |             |
|                          |                        |                                                 |             |             |             |             |
| Quelle: Innenministerium |                        |                                                 |             |             |             |             |